# Tharad
Tharad è una suddivisione dell'India, classificata come municipality, di 22.791 abitanti, situata nel distretto di Banaskantha, nello stato federato del Gujarat. In base al numero di abitanti la città rientra nella classe III (da 20.000 a 49.999 persone).

## Geografia fisica
La città è situata a 24° 23' 55 N e 71° 37' 38 E.

## Società

### Evoluzione demografica
Al censimento del 2001 la popolazione di Tharad assommava a 22.791 persone, delle quali 11.907 maschi e 10.884 femmine. I bambini di età inferiore o uguale ai sei anni assommavano a 4.006, dei quali 2.145 maschi e 1.861 femmine. Infine, coloro che erano in grado di saper almeno leggere e scrivere erano 11.107, dei quali 7.283 maschi e 3.824 femmine.